# Caleb P. Bennett
Caleb Prew Bennett, född 17 november 1758 i Chester County i Provinsen Pennsylvania, död 9 maj 1836 i Wilmington i Delaware, var en amerikansk militär och politiker (demokrat). Han var Delawares guvernör från 1833 fram till sin död.
Bennett avancerade till löjtnant i amerikanska frihetskriget och tjänstgjorde senare som kapten i 1812 års krig. De militära meriterna gjorde honom populär när han vann guvernörsvalet.